# Тыа Лапханукром
Тыа Лапханукром (тайск. ตั้ว ลพานุกรม; 21 октября 1898 — 27 августа 1941) — сиамский фармаколог, политик и научный писатель.
Родился в богатой семье в Бангкоке, окончил школу с преподаванием иностранных языков (английского, французского и немецкого). Получив в 12-летнем возрасте за успехи в учёбе королевскую стипендию, отправился продолжать образование в Германскую империю, где учился в гимназии в Леверкузене. После того как Сиам в 1917 году вступил в Первую мировую войну на стороне Антанты, был арестован и год провёл в лагере в Целле, где выучился играть на флейте и совершенствовался в языках, естественных науках и математике. В декабре 1918 года, после окончания войны, был освобождён и вернулся на родину, где некоторое время был переводчиком с немецкого и французского, но в 1919 году, вновь получив стипендию, уехал учиться в Европу: изучал химию и фармацевтику в Мюнхене и ботанику в Париже. Получив степень доктора в 1927 году за исследование по кристаллической решётке и габилитировавшись в 1930 году, вернулся на родину, посетив до этого Японию и США для ознакомления с фармацевтикой в этих странах. По возвращении работал в министерствах транспорта и торговли. В 1932 году принял участие в Сиамской революции, после которой стал членом первого в истории страны парламента и первым министром науки Сиама и затем министром экономики; занимал должности в трёх правительствах. Скончался в 42-летнем возрасте от аппендицита.
Тыа Лапханукром почитается в современном Таиланде как учёный-патриот и фактический основатель современной фармацевтики на территории страны. Его усилиями в Таиланде началось становление производства лекарств и фармацевтического обучения, были предприняты усилия по модернизации системы здравоохранения и сельского хозяйства. Основал «Сиамский научный журнал», занимался преподавательской деятельностью, состоял в Королевской академии наук; имел несколько государственных наград, опубликовал ряд научных работ как по фармакологии, так и политического характера.